# Gordon S. Wood
Gordon Stewart Wood, né le 27 novembre 1933 à Concord, est un historien américain. Enseignant à l'Université Brown, il remporte en 1993 le prix Pulitzer d'histoire pour The Radicalism of the American Revolution, paru l'année précédente. Son livre, The Creation of the American Republic, 1776–1787, publié en 1969, a remporté en 1970 le prix Bancroft. En 2010, il reçoit la National Humanities Medal.

## Biographie

### Jeunesse et éducation
Gordon Stewart Wood est né à Concord, dans le Massachusetts, et a grandi à Worcester et Waltham. Il est diplômé summa cum laude de l'université Tufts en 1955, et y a enseigné. Après avoir servi dans l'armée de l'air américaine au Japon, période pendant laquelle il est diplômé de Harvard, il commence un doctorat en histoire à l'université Harvard, sous la direction de Bernard Bailyn. Il devient docteur en 1964.

### Carrière
Gordon S. Wood enseigne à Harvard, au Collège de William et Mary, à l'université du Michigan, à l'université Brown, et à Cambridge entre 1982 et 1983.
Outre ses ouvrages, Wood a écrit de nombreux articles, notamment « Rhetoric and Reality in the American Revolution » (1966), « Conspiracy and the Paranoid Style: Causality and Deceit in the Eighteenth century » (1982), et « Interests and Disinterestedness in the Making of the Constitution » (1987). Il est un contributeur fréquent de The New York Review of Books et de The New Republic.
Plus récemment, le troisième volume de l'Oxford History of the United States, intitulé Empire of Liberty: A History of the Early Republic, 1789–1815 et paru en 2009, a été finaliste pour le prix Pulitzer d'histoire.

## Vie personnelle
Il a épousé Louise Goss le 30 avril 1956. Ils ont trois enfants : Christopher, Elizabeth et Amy. Leur fils, Christopher Wood, est professeur d'allemand à l'université de New York, et leur fille, Amy, est professeur d'histoire à l'université d'État de l'Illinois.

## Dans la culture populaire
Le Président de la Chambre des représentants des États-Unis, de 1995 à 1999, Newt Gingrich, a fait l'éloge publiquement de l'ouvrage de Wood intitulé à  The Radicalism of the American Revolution (1992), l'appelant à tort The Founding of America. Wood, qui a rencontré Gingrich à une occasion en 1994, a supposé que Gingrich peut avoir apprécié son travail parce que ce dernier « avait une sorte de touche toquevillienne, qui peut évoquer l'exceptionnalisme américain, ce qu'il apprécie ». Il décrit cette louange de Newt Gingrich sur C-SPAN , en 2002, comme « le baiser de la mort pour moi, parmi beaucoup d'universitaires, qui ne sont pas de l'aile droite des Républicains.».
Dans l'un des scènes du film Will Hunting, sorti en 1997, le personnage joué par Matt Damon s'oppose dans une joute verbale à un étudiant de l'université Harvard. Il accuse de réciter sans esprit critique les positions des auteurs de sa liste de lecture de première année de troisième cycle. Il conclut en se moquant de son potentiel futur CV, qui n'affichera que « régurgiter Gordon S. Wood ». L'étudiant ciblé réagit en critiquant Wood, mais se fait interrompre par Hunting, qui remarque que ce dernier récite une note de bas de page de Daniel Vickers, présente dans Farmers and Fishermen: Two Centuries of Work in Essex County.

## Publications
- The Creation of the American Republic, 1776-1787, University of North Carolina Press (Chapel Hill, NC), 1969, 1998.  (ISBN 978-0807847237)
- Representation in the American Revolution, University of Virginia Press (Charlottesville, VA), 1969.  (ISBN 978-0813927220)
- The Rising Glory of America, 1760–1820, George Braziller (New York, NY), 1971, revised edition, Northeastern University Press (Boston, MA), 1990.  (ISBN 978-1555530907)
- The Confederation and the Constitution, Little, Brown (Boston, MA), 1973.
- Revolution and the Political Integration of the Enslaved and Disenfranchised, American Enterprise Institute for Public Policy Research (Washington, DC), 1974.  (ISBN 978-0844713045)
- Leadership in the American Revolution, Library of Congress (Washington, DC), 1974.
- Avec J.R. Pole : Social Radicalism and the Idea of Equality in the American Revolution, University of St. Thomas (Houston, TX), 1976.
- The Great Republic, Little, Brown (Boston, MA), 1977, 4e édition, Heath (Lexington, MA), 1992.
- The Making of the Constitution, Baylor University Press (Waco, TX), 1987.  (ISBN 978-0918954541)
- Rising Glory of America, 1760–1820, Northeastern University Press (Boston, MA), 1990.
- The Radicalism of the American Revolution, Alfred A. Knopf (New York, NY), 1992.  (ISBN 978-0679736882)
- Avec Louise G. Wood : Russian-American Dialogue on the American Revolution, University of Missouri Press (Columbia, MO), 1995.
- Avec Paul A. Gilje et al. : Wages of Independence: Capitalism in the Early American Republic, Rowman & Littlefield Publishers, 1997.  (ISBN 978-0945612520)
- Avec Anthony Molho : Imagined Histories: American Historians Interpret the Past, Princeton University Press (Princeton, NJ), 1998.  (ISBN 978-0691058115)
- Sally Hemings and Thomas Jefferson: History, Memory, and Civic Culture, dirigé par Peter Onuf and Jan Lewis, University of Virginia Press (Charlottesville, VA), 1999
- Monarchism and Republicanism in the Early United States, La Trobe University (Melbourne, Victoria, Australia), 2000.
- To the Best of My Ability: The American Presidency, dirigé par James M. McPherson, Society of American Historians (New York, NY), 2000.
- The American Revolution: A History, Modern Library (New York, NY), 2001.  (ISBN 978-0812970418)
- The Americanization of Benjamin Franklin, Penguin Press (New York, NY), 2004.  (ISBN 978-0143035282)
- Revolutionary Characters: What Made the Founders Different, Penguin Press (New York, NY), 2006.  (ISBN 978-0143112082)
- The Purpose of the Past: Reflections on the Uses of History, Penguin Press (New York, NY), 2008.  (ISBN 978-0143115045)
- Empire of Liberty: A History of the Early Republic, 1789–1815, Oxford University Press (New York, NY), 2010.  (ISBN 978-0199832460)
- The Idea of America. Reflections on the Birth of the United States. Penguin Press, New York City, 2011.  (ISBN 978-0143121244)
- John Adams: Revolutionary Writings 1755–1783 (2 vols.), The Library of America (New York, NY), 2011.  (ISBN 978-1598530902)
- The American Revolution: Writings from the Pamphlet Debate 1764–1776 (2 vols.), The Library of America (New York, NY), 2015.
- John Adams: Writings from the New Nation 1784–1826, The Library of America (New York, NY), 2016.  (ISBN 978-1598534665)